# Arvo Pärt
Arvo Avgustovich Pärt (født 11. september 1935, Paide) er en estisk komponist. Han er født i Paide og voksede op i Tallinn. I 1980 udvandrede han på grund af utilfredshed med de sovjetiske myndigheder og bosatte sig først i Wien, derefter Berlin.
Som ung komponerede Pärt dodekafone (tolvtone) værker (Nekrolog 1960, Perpetuum Mobile 1963, Symfoni nr. 1 1963) Men dodekafonien førte Pärt ikke videre, og han bevægede sig over i collagekompositioner (Collage sur B-A-C-H 1964, Pro et Contra 1966, Symfoni nr. 2 1966, Credo 1968.) Heller ikke med collageteknikken fandt Pärt sit ståsted. Han pålagde sig en tænkepause, der varede fra 1968 til 1976, hvor han søgte svar i tidlig musik som gregoriansk sang. I 1976 brød han pausen med værket Für Alina, der var det første i Pärts egen personlige stil, tintinnabuli. Med det og den nye stil vandt Pärt for alvor frem. Tintinnabuli er hans variant af minimalisme, der har gjort ham til en kendt og en af de mest populære klassiske komponister. Hans musik er stærkt præget af hans religiøsitet og hans interesse for kormusik fra 14. til 16. århundrede. Hans musik har længe været kendingsmelodi for DR, P2.
Arvo Pärt er tildelt Léonie Sonnings Musikpris for 2008.
Fra 2011 til 2018 var Pärt den mest opførte nulevende komponist i verden, og herefter den næstmest opførte komponist efter John Williams. I 2022 var han atter den mest opførte nulevende komponist.

## Værkfortegnelse

### Orkester
- Nekrolog, op. 5, for orkester (1960)
- ’‘Symfoni nr 1, op. 9, for orkester (1963)
- Perpetuum mobile, op. 10, for orkester (1963)
- ’‘Symfoni nr 2, for orkester (1966)
- Pro og Contra, for violoncello og orkester (1966)
- ’‘Symfoni nr 3, for orkester (1971)
- Wenn Bach Bienen gezüchtet hätte, for klaver, blæserkvintet, strygeorkester og slagtøj (1976)
- Tabula rasa, for to violiner (eller violin og viola), strygeorkester og prepareret klaver (1977)
- Cantus in memoriam Benjamin Britten, for strygeorkester og rørklokker (1977)
- Fratres, for kammerorkester (1977)
- Festina lente, for strygeorkester og harpe ad libitum (1988)
- Silouans Song, for strygeorkester (1991)
- Trisagion, for strygeorkester (1992)
- Orient & Occident, for strygeorkester (1999)
- Lamentate, for klaver og orkester (2002)
- La Sindone, for orkester (2005)
- Für Lennart in memoriam, for strygeorkester (2006)
- These Words…, for strygeorkester og slagtøj (2007)
- ’‘Symfoni nr 4 "Los Angeles", for strygeorkester, harpe, timbales og slagtøj (2008)

### Vokalmusik
| - Meie aed, op. 3, kantate for børnekor og orkester (1959) - Viis Laulu Lastele, op. 6, for børnekor og klaver (1960) - Maailma samm, oratorium for kor a cappella (1961) - Solfeggio, for kor a cappella (1964) - Credo, for klaver, kor og orkester (1968) - Laul armastatule, symfonisk kantate (1972) - An den Wassern zu Babel saßen wir und weinten, for stemme og instrumentalensemble (1976) - Summa, for kor eller solister a cappella (1977) - Cantate Domino canticum novum, for kor eller solister a cappella (1977) - Missa syllabica, for kor eller solister og orgel (1977) - Sarah Was Ninety Years Old, for tre stemmeer, slagtøj og orgel (1977) - De profundis, for mandskor, slagtøj ad libitum og orgel (1980) - Passio Domini nostri Jesu Christi secundum Joannem, for solister, kor, kvartet og orgel (1982) - Es sang vor langen Jahren, for alt eller countertenor, violin og bratsch (1984) - Zwei slawische Psalmen, for kor eller solister a cappella (1984) - Wallfahrtslied, for tenor eller baryton og strygekvartet (1984) - Te Deum, for tre kor, prepareret klaver, strygeorkester og diffusion acousmatique (1984) - Stabat Mater, for sopran, alt, tenor, violin, viola og cello(1985) - Sieben Magnificat-Antiphonen, for kor a cappella (1988) - Magnificat, for kor a cappella (1989) - Miserere, for solister, kor, ensemble og orgel (1989) - Bogoróditse Djévo, for kor a cappella (1990) - The Beatitudes, for kor og orgel (1990) - Berliner Messe, for kor eller solister a cappella (1990) - Beatus Petronius, for to kor og to orgler (1990) - Statuit ei Dominus, for to kor og to orgler (1990) - And One of the Pharisees…, for tre stemmer eller kor a cappella (1990) - Litany, for solister, kor og orkester (1994) - Kanon Pokajanen, for kor a cappella (1995) | - I Am the True Vine, for kor a cappella (1996) - Dopo la vittoria, for kor a cappella (1996) - Tribute to Cæsar, for kor a cappella (1997) - The Woman With the Alabaster Box, for kor a cappella (1997) - Triodion, for kor a cappella (1998) - Zwei Beter, for damekor a cappella (1998) - Como cierva sedienta, for sopran eller damekor og orkester (1998) - Cantique des degrés, for kor og orkester (1999) - …which Was the Son of…, for kor a cappella (2000) - Cecilia, vergine romana, for kor og orkester (2000) - Littlemore Tractus, for kor og orgel (2000) - My Heart's in the Highlands, for countertenor eller alt og orgel (2000) - Nunc dimittis, for kor a cappella (2001) - Peace Upon You, Jerusalem, for damekor a cappella (2002) - Salve Regina, for kor og orgel (2002) - Deux berceuses, for stemme og klaver (2002) - In principio, for kor og orkester (2003) - Most Holy Mother of God, for fire stemmeer a cappella (2003) - Anthem of St John the Baptist, for kor og orgel (2004) - Da pacem Domine, for kor eller solister a cappella (2004) - L'Abbé Agathon, for sopran og otte celli (2004) - Vater unser, for gossopran og klaver (2005) - Von Angesicht zu Angesicht, for sopran, baryton, klarinet, viola og kontrabas (2005) - Veni creator, for kor og orgel (2006) - Sei gelobt, du Baum, for baryton, violin, quinterne og kontrabas (2007) - Morning Star, for kor a cappella (2007) - The Deer's Cry, for kor a cappella (2007) - Alleluia-Tropus, for vokalensemble (eller kammerkor) og åtta violonceller ad libitum (2008) |

### Kammermusik
- Collage sur B-A-C-H, for strygere, obo, cembalo og klaver (1964)
- Musica syllabica, op. 12, for tolv instrumenter (1964)
- Quintettino, op. 13, for fløjte, oboe, klarinet, fagot og horn (1964)
- Concerto piccolo sur B-A-C-H, for solotrompet, strygere, cembalo og klaver (1964)
- Arbos, for syv blokfløjter og tre trianglar ad libitum (1977)
- Spiegel im Spiegel, for violin og klaver (1978)
- Hymn to a Great City, for to klaverer (1984)
- Psalom, for strygekvartet (1985)
- Mozart-Adagio, for violin, cello og klaver (1992)
- Darf ich…, for soloviolin, klokker i dis ad libitum og strygere (1995)
- Passacaglia, for violin og klaver (2003)
- Scala cromatica, for violin, cello og klaver (2007)
- Missa brevis, for tolv celli (2009)

### Orgel
- Pari intervallo (1976)
- Trivium (1976)
- Annum per annum (1980)
- Mein Weg (1989)

### Klaver
- Vier leichte Tanztücke (1956/7)
- Sonatines, op. 1 (1958/9)
- Partita, op. 2 (1959)
- Diagramme, op. 11 (1964)
- Für Alina (1976)
- Variationen zur Gesundung von Arinuschka (1977)
- Für Anna Maria (2006)